# G. D. H. Cole
Pour les articles homonymes, voir George Cole et Cole.
George Douglas Howard Cole, né à Cambridge le 25 septembre 1889 et mort à Londres, le 15 janvier 1959, est un homme politique, écrivain, économiste, théoricien et historien anglais. Avec sa femme Margaret Cole, née Postgate, à Cambridge, le 6 mai 1893 et morte à Goring-on-Thames, Oxfordshire, le 7 mai 1980, il signe également une trentaine de romans policiers sous la signature conjointe G. D. H. Cole et M. Cole.

## Biographie
Cole fait ses études à l'école St-Paul et au Balliol College, à Oxford. Cela le mène à une carrière d'enseignant en économie politique de haut niveau. À ce titre, il publie plus de quatre-vingts ouvrages théorique sur le socialisme où il repousse le capitalisme, mais aussi le marxisme et la social-démocratie. En tant que socialiste libertaire, il est membre de longue date de la Fabian Society et un défenseur du mouvement coopératif. Dès leur plus jeune âge, lui et Margaret Postgate, fille du latiniste John Perceval Postgate (1853-1926), participent côte à côte à des manifestations de gauche, participant à la diffusion et au développement de la pensée socialiste. Ils se marient en 1918. Cole est objecteur de conscience pendant la Première Guerre mondiale, alors que sa femme prône d'abord le pacifisme. Le frère de Margaret, Raymond Postgate est d'ailleurs incarcéré pour avoir refusé l'enrôlement militaire. Elle réévalue ses positions politiques à la lumière des suppressions du socialisme de l'Allemagne nazie et des troubles politiques qui vont mener à la Guerre civile espagnole.
Entre 1923 et 1946, en marge de leurs activités militantes, Cole et son épouse Margaret décident de se divertir en écrivant une trentaine de romans policiers, mettant en vedette les quelques enquêteurs récurrents : le surintendant Henry Wilson, Everard Blatchington, Mrs. Elizabeth Warrender et le Dr Tancrède. Dans Murder at the Munition Works (1940), leur maître ouvrage, ils mettent à contribution leurs connaissances du syndicalisme au service d'un solide récit d'énigme.
Les époux Cole sont parmi les membres fondateurs du prestigieux Detection Club en 1930.
George Cole meurt en 1959. Sa femme lui survit jusqu'en 1980.

## Œuvre

### Textes académiques
- Trade Unionism on the Railways (avec R. Page Arnot, 1917)
- Self-Government in Industry (1917)
- The Payment of Wages (1918)
- The Regulation of Wages During and After the War (1918)
- Guild Socialism Restated (1920)
- The World of Labour (1923)
- The Life of William Cobbett (1925)
- Robert Owen (1923)
- The Intelligent Man's Guide Through World Chaos (1932)
- The Condition of Britain (avec son épouse, Margaret Cole, 1937) LBC
- The People's Front (1937) LBC
- War Aims (1939) LBC
- Europe, Russia and the Future (1941) LBC
- Great Britain in the Post-War World (1942) LBC
- Monetary Systems and Theories (1943)
- The Means to Full Employment (1943) LBC
- A Century of Cooperation (1944)
- Persons & Periods (1945)
- The Common People, 1746-1946 (avec Raymond Postgate, 1946)
- A Short History of the British Working Class Movement, 1789-1947 (1947)  (ISBN 0415265649)
- A History of the Labour Party from 1914, (Londres, Routledge & K. Paul, 1948)
- The Meaning of Marxism, (1950) LBC
- The British Co-operative Movement in a Socialist Society, (Londres, G. Allen & Unwin 1951)
- Introduction to Economic History 1750-1950, (Londres, Macmillan 1952)
- A History of Socialist Thought: 7 Volumes, (Londres, Palgrave Macmillan (2003)  (ISBN 1-4039-0264-X))

### Romans policiers

#### Roman signé G. D. H. Cole seul
- The Brooklyn Murders (1923)

#### Romans signés G. D. H. Cole et M. Cole
- The Death of a Millionaire (1925)
- The Blatchington Tangle (1926)
- The Murder at Crome House (1927)
- The Man from the River (1928)
- Superintendent Wilson's Holiday (1928)
- Poison in the Garden Suburb (1929), aussi paru sous le titre Poison in a Garden Suburb
- Burglars in Bucks (1930), aussi paru sous le titre The Berkshire Mystery
- Corpse in Canonicals ou The Corpse in the Constable's Garden (1930) Publié en français sous le titre Le Voyageur et la Mort, Paris, Nouvelle Revue Critique, coll. « L'Empreinte » no 145, 1938
- The Floating Admiral (1931), écrit en collaboration avec des membres de Detection Club Publié en français sous le titre L'Amiral flottant, traduit par Violette Delevingne, Paris, Gallimard, coll. « Le Scarabée d'Or » no 1, 1936 ; réédition dans une nouvelle traduction par François Andrieux sous le titre L'Amiral flottant sur la rivière Whyn, Clermont-Ferrand, Éditions Paleo, coll. « De l'autre côté » no 4, 2003  (ISBN 2-84909-026-3)
- The Great Southern Mystery (1931), aussi paru sous le titre The Walking Corpse
- Dead Man's Watch (1931)
- Death of a Star (1932)
- The Affair at Aliquid (1933)
- End of an Ancient Mariner (1933)
- Death in the Quarry (1934)
- Big Business Murder (1935)
- Dr Tancred Begins (1935)
- Scandal at School (1935), aussi paru sous le titre The Sleeping Death
- Last Will and Testament (1936)
- The Brothers Sackville (1936) Publié en français sous le titre Meurtre dans la famille Sackville, Paris, Nouvelle Revue critique, coll. « L'Empreinte » no 134, 1938
- Disgrace to the College (1937)
- The Missing Aunt (1937)
- Mrs Warrender's Profession (1938)
- Off with her Head! (1938)
- Double Blackmail (1939)
- Greek Tragedy (1939)
- Wilson and Some Others (1940)
- Murder at the Munition Works (1940)
- Counterpoint Murder (1940) Publié en français sous le titre Meurtre en contrepoint, Paris, Albin Michel, coll. « Le Limier » no 25, 1950
- Knife in the Dark (1941)
- Toper's End (1942)
- Death of a Bride (1945)
- Birthday Gifts (1946)

### Recueil de nouvelles
- A Lesson in Crime (1933)

### Nouvelles policières
- The Mother of the Detective (1933) Publié en français sous le titre La Mère de James, Paris, Fayard, Ric et Rac no 388, 1936
- A Lesson of Crime (1933) Publié en français sous le titre La Leçon, Paris, Fayard, Ric et Rac no 400, 1936 Publié en français dans une autre traduction sous le titre Démonstration, Paris, Opta, Mystère Magazine no 15, avril 1949
- Mr. Smith and the Co-op (1933)
- Mr. Stevens Inurance Policy (1933) Publié en français sous le titre La Police d'assurance, Paris, Fayard, Ric et Rac no 405, 1936
- The Cliff Path Ghost (1934)
- The Toy of Death (1938)
- Bring Me an Ax and Spade (1945)
- Death of a Bride (1945)
- Death on a Holiday (1953)

## Sources
- Claude Mesplède (dir.), Dictionnaire des littératures policières, vol. 1 : A - I, Nantes, Joseph K, coll. « Temps noir », 2007, 1054 p. (ISBN 978-2-910-68644-4, OCLC 315873251), p. 450-451.